# منطقه مرده (مجموعه تلویزیونی)
منطقه مرده (به انگلیسی: The Dead Zone) یک مجموعه تلویزیونی آمریکایی با موضوع علمی–تخیلی، مهیج، درام است. پخش این مجموعه از ۱۶ ژوئن ۲۰۰۲ شروع شد و تا ۱۶ سپتامبر ۲۰۰۷ ادامه پیدا کرد.
بازیگر اصلی این مجموعه آنتونی مایکل هال بود.